# Jules Chéret
Jules Chéret (Paris, França, 31 de Maio de 1836 – 23 de Setembro de 1932) foi um pintor e litógrafo francês. Foi pioneiro, em 1860, na criação de cartazes publicitários artísticos. Combinava imagens com um texto curto, permitindo ao leitor uma leitura rápida e a recepção clara da mensagem. Em vários de seus trabalhos utilizava mulheres belas e alegres como ilustração.
Devido à sensualidade da maioria das pinturas, suas obras causavam também um impacto emocional na população e atraía seu olhar. Foi o primeiro a perceber o tamanho da dimensão psicológica na publicidade. Além de sedutoras, suas pinturas eram muitas vezes de grande formato e com cores vivas, o que mudou o cenário parisiense da época pois possibilitou o surgimento da arte mural, utilizando-se de tintas resistentes à chuva.

### Cartaz publicitário

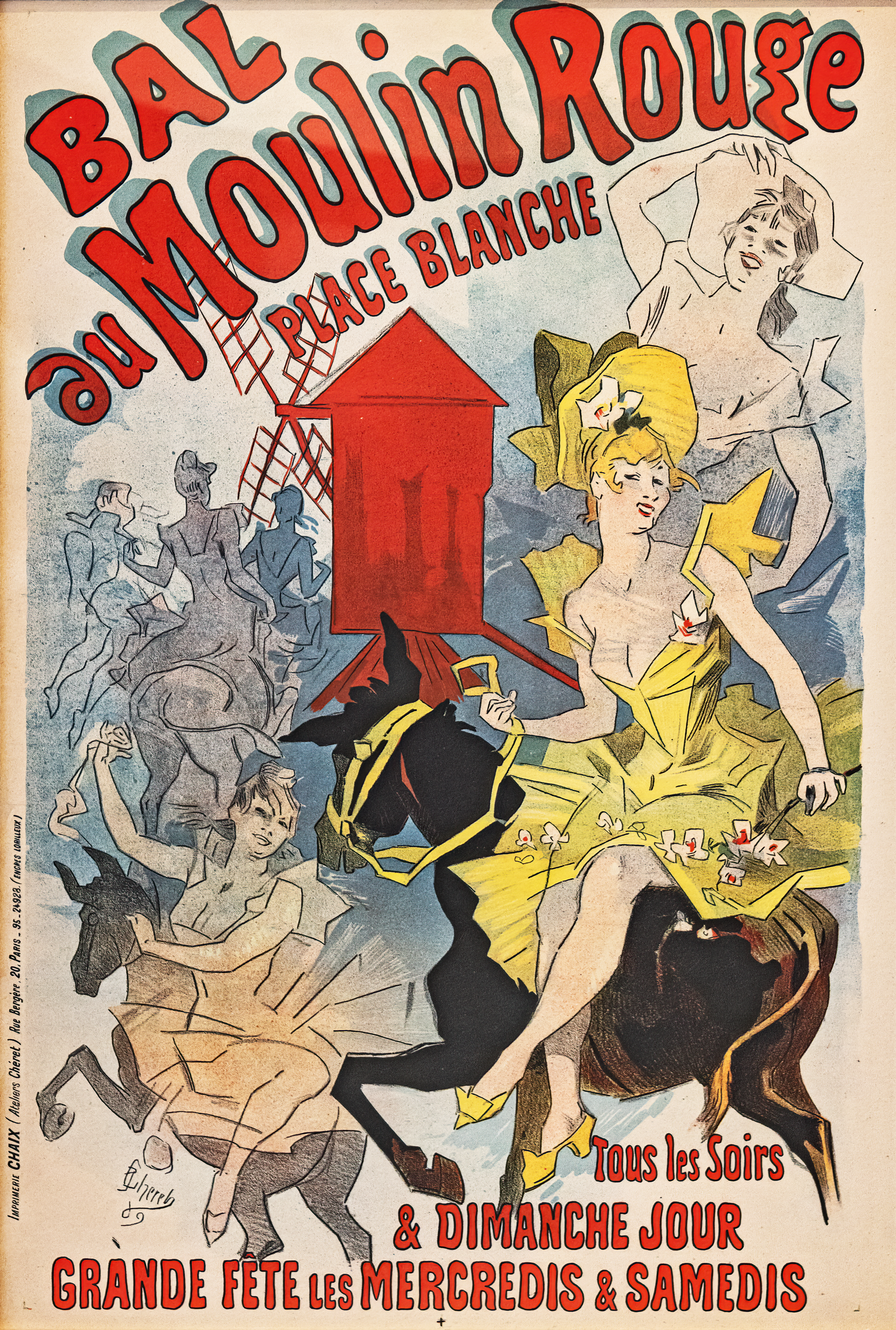
Bal au Moulin Rouge place Blanche, 1889

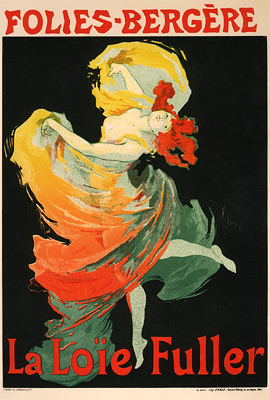
La Loïe Fuller, 1893

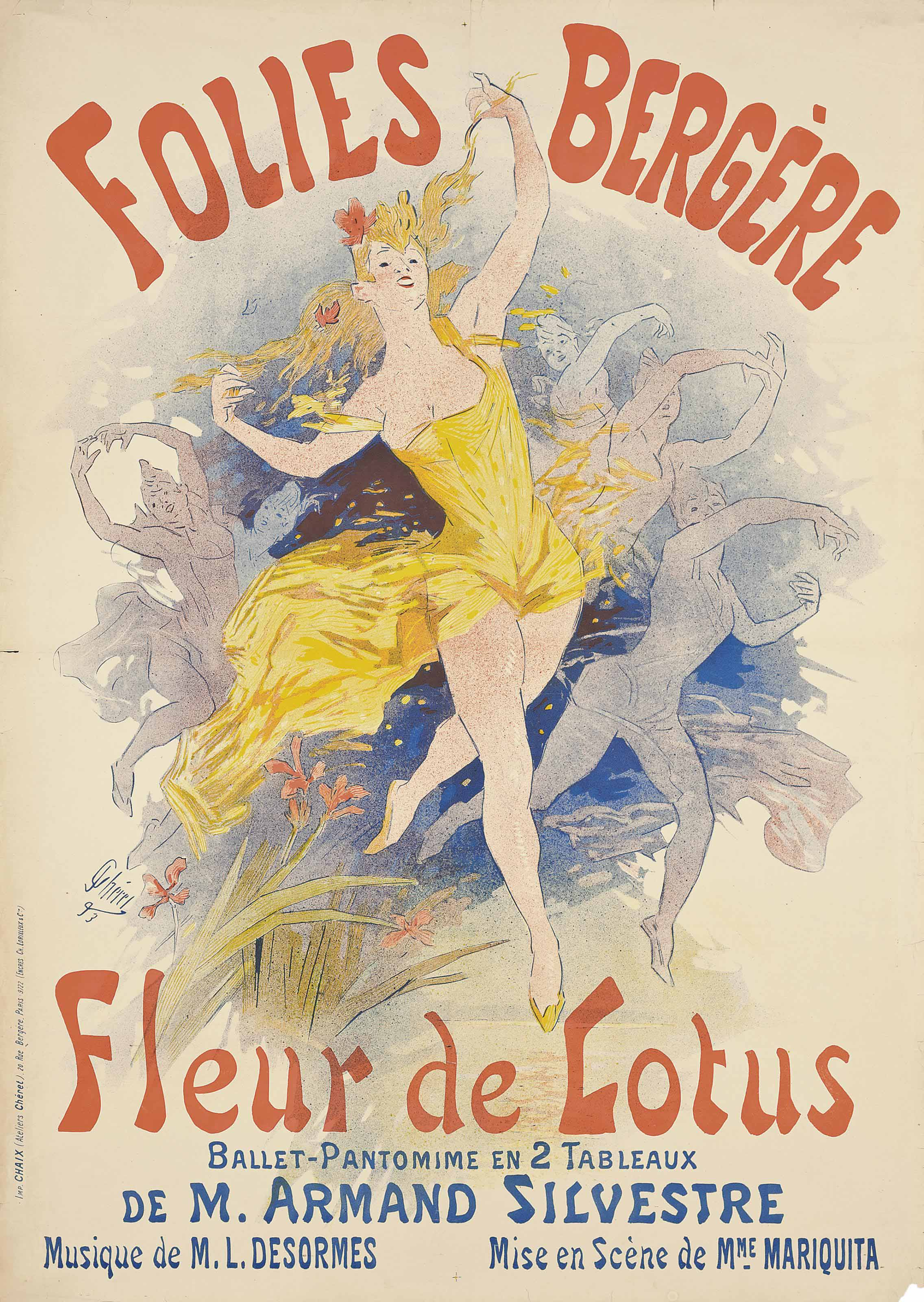
Fleur de Lotus, 1893

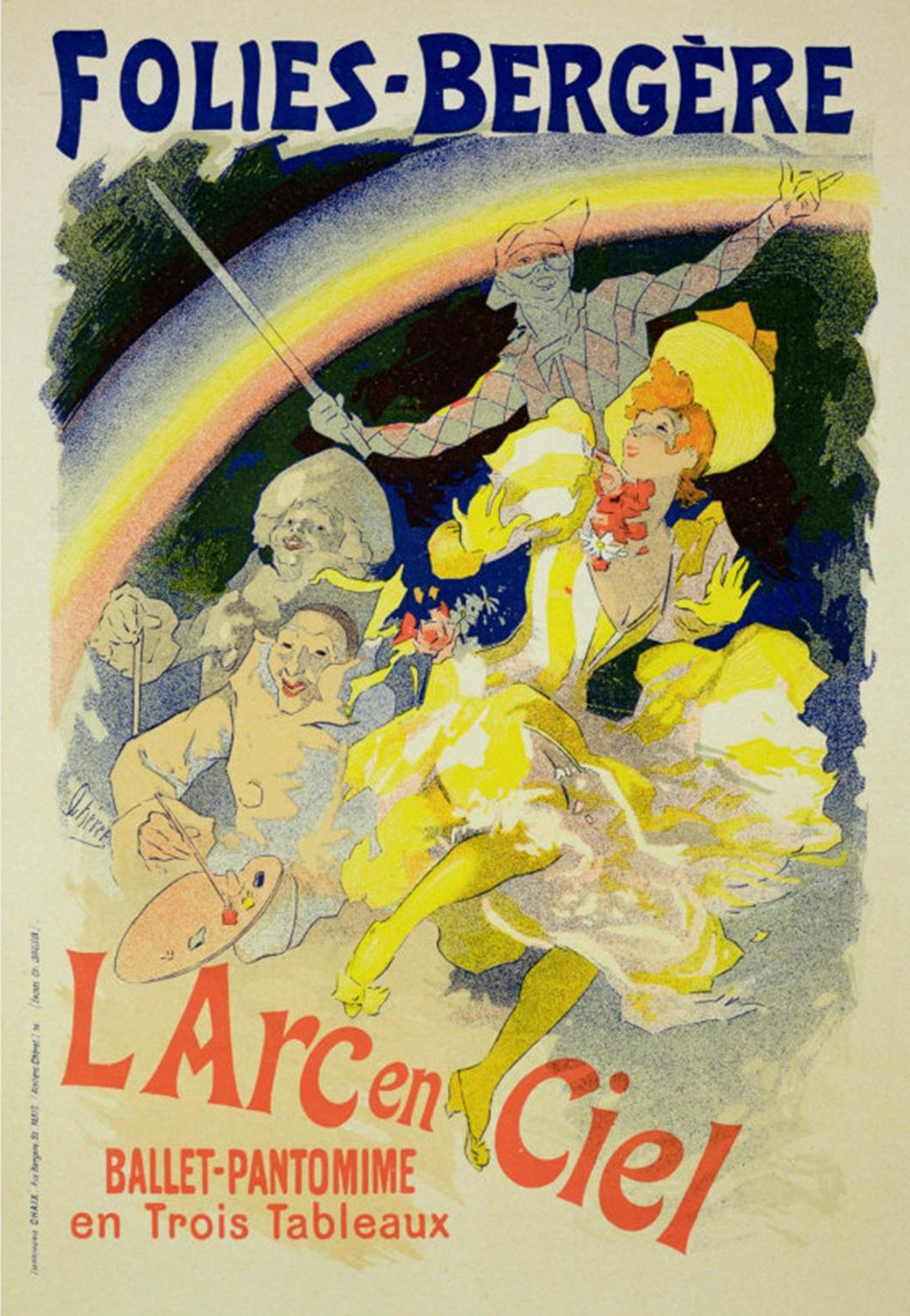
L'arc en Ciel, 1896

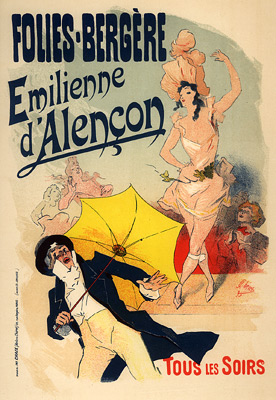
Emilienne d´Alencon, 1896-1900

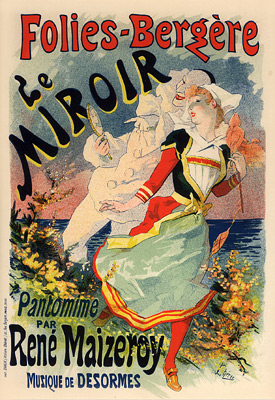
Le Miroir, 1896-1900

La Danse du Feu, 1897